# أتازنفير/ريتونافير
أتازنفير/ريتونافير (ATV/r) هو دواء مركب يُستخدم في علاج فيروس نقص المناعة البشرية/الإيدز. وهو يجمع بين أتازانافير وريتونافير. ويمكن استخدامه بدلًا من دواء لوبينافير/ريتونافير. يُؤخذ عن طريق الفم.
الآثار الجانبية قليلة بشكل عام. قد تشمل آلام في البطن، والإسهال، والجلد المصفر، وآلام في العضلات، والصداع. ينبغي إيلاء عناية أكبر في الأشخاص الذين يعانون من مشاكل في الكبد. يمكن استخدام هذا الدواء بشكل آمن أثناء الحمل،. تركيبة أتازانافير تعمل كمثبط للأنزيم البروتيني وريتونافير وظيفته لزيادة مستويات أتازانافير.
تمت الموافقة على هذا الدواء  لاستخدامه في الهند في عام 2012، وهو في انتظار الموافقة في الولايات المتحدة اعتبارًا من عام 2017. وهو مدرج في قائمة الأدوية الأساسية لمنظمة الصحة العالمية، وهي الأدوية الأكثر فعالية وآمنًا واللازمة في النظام الصحي. يبلغ متوسط التكلفة سنويًا 281 دولارًا أمريكيًا في الدول النامية اعتبارًا من عام 2012.